# Charles Lemaire
Charles Antoine Lemaire (1. listopadu 1800, Paříž – 22. června 1871, Gent) byl francouzský botanik a spisovatel. Jeho oficiální autor botanická zkratka je „Lem.“.

## Život
Původně profesor literatury v Paříži v roce 1835 projevil svou vášeň pro botaniku. Vydával časopisy Jardin Fleuriste a L'Horticulteur universel. Jako specialista na kaktusy a sukulenty, napsal mnoho knih z tohoto oboru. Pojmenoval řadu druhů, například ustanovil rod Schlumbergera. Od 1845 pracoval v Belgii, zpočátku pro Louisem van Houtem založený botanický časopis Flore des serres et des jardins de l’Europe, později pro L'illustration horticole Alexandra Verschaffelta. Jeho cílem bylo zlepšit ilustraci rostlin a dokončit monografii čeledě Cactaceae.

## Po Lemaireovi pojmenované entity

### Taxony

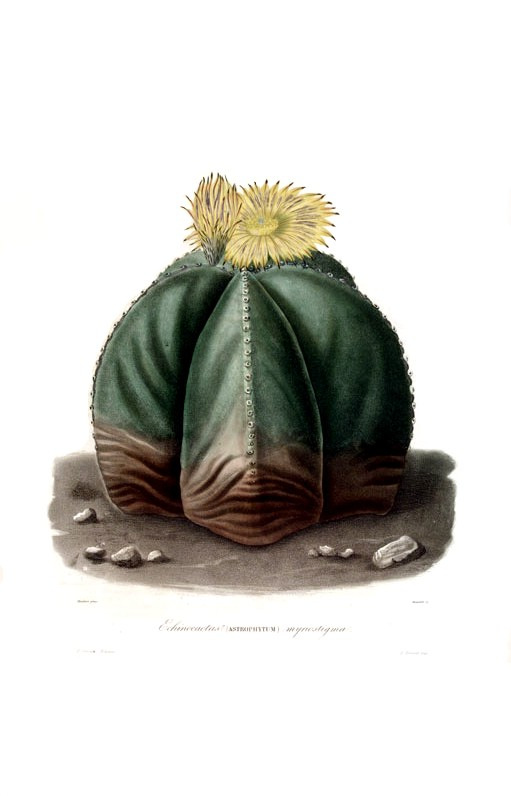
Astrophytum myriostigma pojmenované Lemairem.

Na Lemaireovu počest pojmenovali v roce 1909 Britton & Rose jimi vytvořený rod kaktusů jménem Lemaireocereus. V roce 1840 Alfred Moquin-Tandon vytvořil nový rod Maireana pro australské rostliny čeledi Amaranthaceae, podčeledi Camphorosmoideae.
Dále Lemaireovým jménem byly pojmenovány: Opuntia lemaireana, Euphorbia lemaireana, Ochthocosmus lemaireanus, Phyllocosmus lemaireanus, Caladium lemaireanum, Agave lemairei, Sorindeia lemairei, Echinocactus lemairei, Hylocereus lemairei, Melocactus lemairei, Distatea lemairei, Combretum lemairei, Protea lemairei, Randia lemairei, Uragoga lemairei, Fagara lemairei, Zanthoxylum lemairei.

### Ostrov
Belgická antarktická expedice probíhající v letech 1897–99, kterou vedl Adrien de Gerlache, objevila západně od Grahamovy země ostrov a nazvala jej Lemaireovým jménem.

## Dílo (výběr)
- Cactearum aliquot novarum ac insuetarum in Horto monvilliano cultarum accurata descriptio. 1838, Online
- Cactearum Genera Nova Speciesque Novae et Omnium in Horto Monvilliano. Paris 1839
- Iconographie descriptive des cactées, ou, Essais systématiques et raisonnés sur l'histoire naturelle, la classification et la culture des plantes de cette famille. H. Cousin, Paris 1841-1847. Online.
- L'Illustration horticole. 1854–1869 (als Herausgeber) Online.
- Les Cactées: histoire, patrie, organes de végétation, inflorescence, culture, etc.. Paris 1868
- Les plantes grasses. 1869